# فلوسرو
شرکت فِلوسِرو یک شرکت چندملیتی آمریکایی و یکی از بزرگترین تامین‌کنندگان ماشین‌آلات صنعتی و زیست‌محیطی مانند پمپ‌ها، شیرهای صنعتی، آب‌بند مکانیکی، اتوماسیون و خدمات در حوزه انرژی، نفت، گاز، مواد شیمیایی و دیگر صنایع است. فلوسرو دارای مقر اصلی در ایروینگ، تگزاس، حومه شهر دالاس است که بیش از 18000 کارمند در بیش از 55 کشور دارد. فلوسرو محصولات خود و خدمات پس از فروش را به شرکت های مهندسی و ساخت و ساز، تولیدکنندگان تجهیزات اصلی، توزیع‌کنندگان و کاربران نهایی ارائه می‌دهد. 